# رابرت فالتون کاتینگ
رابرت فالتون کتینگ (Robert Fulton Cutting) (زاده ۲۷ ژوئن ۱۸۵۲ – درگذشت ۲۱ سپتامبر ۱۹۳۴)، سرمایه‌گذار و انسان‌دوست اهل آمریکا و معروف به «نخستین شهروند نیویورک» بود. کتینگ و برادر وی ویلیام در ۱۸۸۸ میلادی صنعت چغندر قند را در ایالات متحده آغاز کردند.

## اوایل زندگی
کتینگ در ۱۲ ژانویه ۱۸۵۰ در شهر نیویورک زاده شد. او دومین فرزند فالتون کتینگ (۱۸۱۶ – ۱۸۷۵ میلادی) و الیس جاستین کتینگ (نام هنگام تولد: بایارد) (۱۸۲۳ – ۱۸۵۲ میلادی) بود. برادر بزرگتر وی ویلیام بایارد کتینگ نیز یک سرمایه‌گذار بود.
پدربزرگ و مادربزرگ پدری وی ویلیام کتینگ (۱۷۷۳–۱۸۲۰ میلادی) و جرترود لوینگستون (۱۷۷۸ – ۱۸۶۴ میلادی) نام داشتند و مادربزرگ وی خواهر هنری والتر لوینگستون، نماینده نیویورک در مجلس نمایندگان ایالات متحده و دختر والتر لوینگستون، نخستین رئیس مجلس ایالتی نیویورک بود. رابرت برادرزاده فرانسیس بروکولست کتینگ، همچنین نماینده نیویورک در مجلس نمایندگان ایالات متحده، بود. پدربزرگ مادری وی رابرت بایارد، شریک کاری رابرت فالتون بود. کتینگ و فالتون باهم باجه/باجناغ بودند و با دو خواهر لوینگستون ازدواج کرده بودند. اجداد کتینگ شامل اعضای از خانواده‌های استعماری نیویورک، بایارد، اسکویلر و وان کورتلند می‌شد.
کتینگ از دانشگاه کلمبیا فارغ‌التحصیل شد.

## حرفه
در ۱۸۸۸ میلادی، کتینگ و برادر وی ویلیام صنعت چغندر قند را در ایالات متحده آغاز کردند.
در ۱۹۸۵ میلادی، کتینگ و برادر وی یک زمین گلف را در وست‌بروک ساختند که به عنوان نخستین زمین گلف شخصی در ایالات شناخته می‌شود.

### زندگی اجتماعی و انسان‌دوستی
کتینگ علاوه بر سایر باشگاه‌ها عضو سنچوری کلب، سیتی کلبِ نیویورک و توکسیدو کلب بود. وی همچنین به عنوان رئیس کوپر یونین که یک انجمن بهبود وضعیت فقراء بود و شرکت تالار اپرای متروپولیتن و شرکت خرید و فروش املاک، خدمت نمود. او و برادرش هر دو عضو «جکیل آیلند کلاب» بودند.
او برای مبارزه‌اش با تامانی هال و رؤسای حزب جمهوری‌خواه معروف است. در ۱۸۹۷ میلادی، او اتحادیه شهروندان را تشکیل داد، سازمانی که به مطالعه مسائل سیاسی و توسعه سیاست‌ها می‌پرداخت و آن‌ها را برای مردم پیشکش می‌کرد تا نظریات خود را در سیاست داشته باشند، به‌ویژه در زمان انتخابات‌ها. این سازمان بعداً به اداره کل پژوهش شهرداری مبدل شد. او همچنین متصدی امور مالی در کلیسای سنت جرج در چهارراه استوویسانت بود.

## زندگی شخصی
کتینگ دوبار ازدواج کرد. ازدواج نخست وی با ناتالی چارلوتی پیندلیتون استشنک (۱۸۵۲ – ۱۸۷۵ میلادی) در ۹ ژوئن ۱۸۷۴ بود. همسر وی دختر نواح هانت استشنک و انا پیرس (تخلص قبل از ازدواج، پندلیتون) استشنک و خواهر انا پیندلیتون استشنک بود، خواهر وی انا کسی بود که همراه با مارسیا مید، نخستین شرکت مهندسی را در شهر نیویورک پایه‌گذاری نمود. او یک سال پس از ازدواج وفات کرد و آن‌ها صاحب یک فرزند بودند:
- رابرت بایارد کتینگ (۱۸۷۵ – ۱۹۱۸ میلادی)، فارغ‌التحصیل هاروارد که در جریان جنگ جهانی اول در پاریس وفات کرد.[۱۲]

پس از درگذشت همسر خود، او برای بار دوم با سویدام (۱۸۵۸ – ۱۹۱۹ میلادی)، دختر چارلز سویدام و انا وایت (تخلص قبل از ازدواج اسشیرمیرهورن) سویدام در ۲۵ ژانویه ۱۸۸۳ ازدواج نمود. همسر وی خواهر والتر لیسپنارد سویدام، نوه آبراهام اسشیرمیرهورن و برادرزاده کارولین اسشیرمیرهورن – همسر ویلیام بانکهوز آستور جونیرور، بود. این زوج باهم، صاحب شش فرزند بودند:
- هیلین سویدام کتینگ (۱۸۸۳ – ۱۹۷۱ میلادی)، کسی که با لوکیوس کیلوگ ویلمردنگ جونیور (۱۸۸۰ – ۱۹۴۹ میلادی) ازدواج نمود.[۱۶][۱۷]
- الیزابت مک‌اویرس (متولد ۱۸۸۵ میلادی)، کسی که در ۱۹۱۶ میلادی با دکتر استافورد مک‌لین ازدواج نمود. او بعداً با نیویلی تی بوکر ازدواج کرد.[۱۸][۱۹]
- رابرت فالتون کتینگ (۱۸۸۶ – ۱۹۶۷ میلادی)، کسی که با ماری جوسیفین آموری (۱۸۸۷ – ۱۹۷۱ میلادی) در سال ۱۹۱۴ ازدواج نمود.[۲۰]
- چارلز سویدام کتینگ (۱۸۸۹ – ۱۹۷۲ میلادی، نخستین سفیدپوست مسیحی که وارد شهر ممنوعه در لهاسا شد.[۲۱]
- روث هانتر کتینگ (۱۸۹۶ – ۱۹۴۸ میلادی)، کسی که با ریجینالد لاگرنج اوشینکلوس (۱۸۹۱ – ۱۹۸۴)، با برادر عضو مجلس نمایندگان ایالات متحده جیمز کوتس اوشینکلوس، ازدواج کرد.
- اسشیرمیرهورن کتینگ (۱۸۹۷ – ۱۸۹۷ میلادی) کسی که در ایام کودکی وفات کرد.[۲۲]

در ۱۸۸۴ میلادی، او خیابان پنجم ۷۲۴ را همراه با «واندیربیلت رو» به عنوان خانهٔ برای خانواده‌اش در منهتن خریداری کرد. با این وجود، کتینگ در ۱۸۹۵ میلادی یک ملک دیگر در حومه شهر خریداری نموده و ارنیست فلاگ را استخدام نمود تا یک مسکن جدید واقع در خیابان ششم شرقی ،۲۴ در کنج خیابان مدیسون، طراحی نماید. وی همچنین یک خانه دیگر در ۱۸۸۹ میلادی در مجتمع لوکس تاکسیدو پارک خریداری نمود، یک خانه بزرگتر که در ۱۸۸۷ میلادی توسط بروس پرایس طراحی شده بود و در جاده تاور هیل و تقاطع جاده کلاب‌هوس و جاده سرپینتاین موقعیت داشت.
کتینگ در ۲۱ سپتامبر ۱۹۳۴ به عمر ۸۲ سالگی در خانه خود در تاکسیدو پارک درگذشت. بیش از ۵۰۰ نفر در مراسم خاکسپاری وی که در سنت جورجز برگزار شده بود شرکت نموده و او در قبرستان گرین-وود در بروکلین، نیویورک به خاک سپرده شد. پس از مرگ وی، دکتر ویلیام جی اسشیفلین در جریان یک خطابه رادیویی از وی گرامی‌داشت به عمل آورده و اظهار داشت که «رابرت فالتون کتینگ زندگی خود را در راه بهبود عدالت اجتماعی وقف کرد. او در اوایل پی‌برده بود که رأی‌دهندگان باید هنگام انتخاب افسران شهری، احزاب ملی را مد نظر نگیرند. نیویورک، به‌خاطر رهبری وی در امر ساختن نظریه جمعی به نفع حکومت غیر حزبی، بسیار مدیون وی است. او از کمیته هفتاد، سیتی کلاب، اداره کل پژوهش شهری و اتحادیه شهروندان – اتحادیهٔ که او نخستین رئیس آن بود – با سخاوت‌مندی حمایت و برای آن‌ها با فداکاری خدمت نمود.